# Sobieski
Sobieski és una població dels Estats Units a l'estat de Minnesota. Segons el cens del 2000 tenia 196 habitants.

## Demografia
Segons el cens del 2000, Sobieski tenia 196 habitants, 87 habitatges, i 54 famílies. La densitat de població era de 18,1 habitants per km².
Dels 87 habitatges en un 23% hi vivien nens de menys de 18 anys, en un 50,6% hi vivien parelles casades, en un 8% dones solteres, i en un 36,8% no eren unitats familiars. En el 32,2% dels habitatges hi vivien persones soles el 16,1% de les quals corresponia a persones de 65 anys o més que vivien soles. El nombre mitjà de persones vivint en cada habitatge era de 2,25 i el nombre mitjà de persones que vivien en cada família era de 2,82.
Per edats la població es repartia de la següent manera: un 21,4% tenia menys de 18 anys, un 9,7% entre 18 i 24, un 27,6% entre 25 i 44, un 22,4% de 45 a 60 i un 18,9% 65 anys o més.
L'edat mediana era de 42 anys. Per cada 100 dones de 18 o més anys hi havia 108,1 homes.
La renda mediana per habitatge era de 30.625 $ i la renda mediana per família de 36.250 $. Els homes tenien una renda mediana de 30.313 $ mentre que les dones 20.000 $. La renda per capita de la població era de 14.344 $. Entorn del 10% de les famílies i el 19,1% de la població estaven per davall del llindar de pobresa.

## Poblacions més properes
El següent diagrama mostra les poblacions més properes.